# فشنگچه

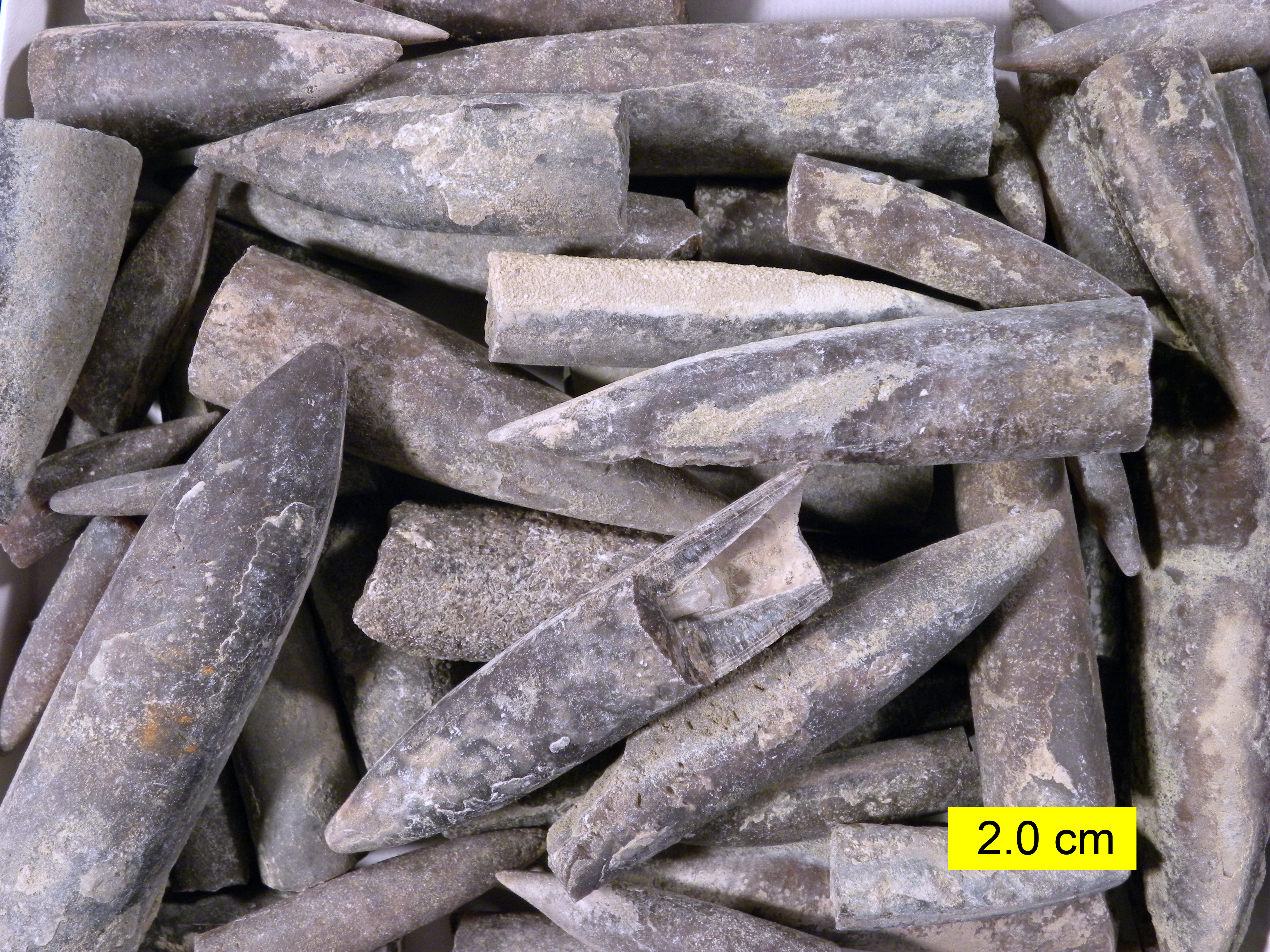
سنگواره‌های فشنگچه مربوط به دوره ژوراسیک در ایالت وایومینگ.

فشنگچه (belemnite) راسته‌ای منقرض‌شده از جانوران سرپا است که در دوران میانه‌زیستی زندگی می‌کردند. این جانداران از عصر هتانجی در ژوراسیک زیرین تا عصر ماستریختی در کرتاسه بالا زندگی می‌کردند. 
فشنگچه سنگواره ایالتی ایالت دلاویر آمریکا است.